# Горіх ведмежий № 2
Горі́х ведме́жий № 2 (ліщина деревоподібна) — екзотичне дерево, ботанічна пам'ятка природи місцевого значення в Україні. Зростає в с. Кровинка Тернопільського району Тернопільської області, у кварталі 80, виділі 12, на території садиби Теребовлянського лісництва.

## Пам'ятка

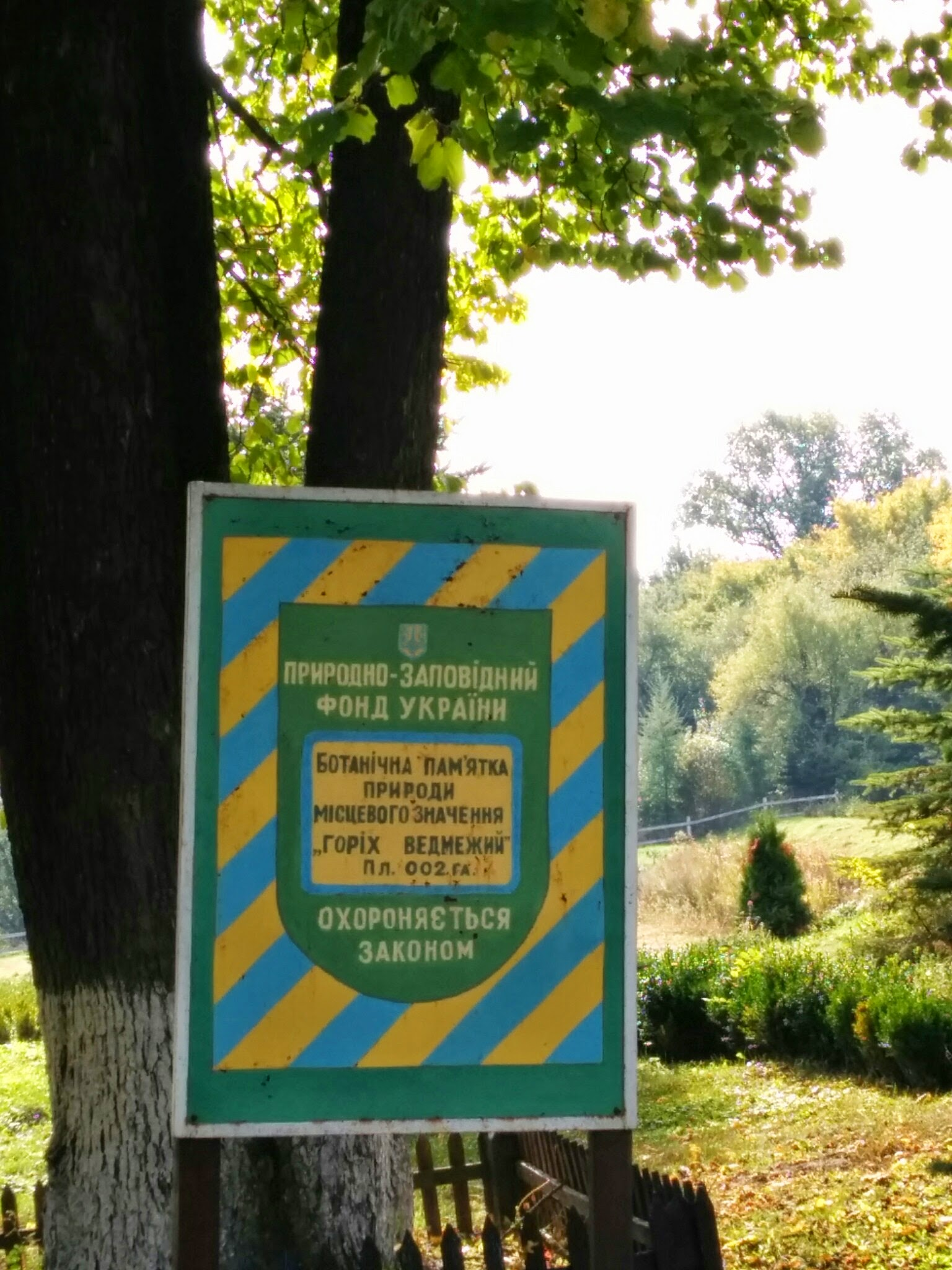
Охоронний знак

Оголошений об'єктом природно-заповідного фонду рішенням виконкому Тернопільської обласної ради № 50 від 26 лютого 1999 року. Перебуває у віданні ДП «Тернопільське лісове господарство».

## Характеристика
Площа — 0,01 га.
Під охороною — п'ятистовбурне дерево ліщини деревоподібної віком 38 років, висотою 19 метрів, діаметром 106 сантиметрів, цінне у науково-пізнавальному та естетичному відношеннях. Батьківщина — Балкани, Кавказ, Північний Іран, Гімалаї.